# 蛇蠍のごとく
『蛇蠍のごとく』（だかつのごとく）は。向田邦子の原作のテレビドラマ。1981年と2012年にテレビドラマ化された。2004年、『恋風の街』と改題して舞台化され、東京と名古屋で上演された。

## テレビドラマ

### 1981年版
1981年1月10日から1981年1月24日までNHK「土曜ドラマ」枠にて放送（全3話）、2014年12月12日にはDVD-BOXが発売された。

## スタッフ
- 脚本：向田邦子
- 制作：藤田道郎
- 演出：江口浩之、布施実

### キャスト
- 古田修司：小林桂樹
- 古田塩子：池上季実子
- 石沢：津川雅彦
- 加藤治子
- 小林薫
- 加賀まりこ
- 内海桂子
- 高品格
- 佳那晃子
- 原悦子

ほか

## 視聴率
以下の通り
- 第1回 11.2%
- 第2回 11.9%
- 最終回 12.5%

### 2012年版
2012年3月14日21:00-23:08（JST）、テレビ東京系列にて「向田邦子ドラマスペシャル」として放送された。

### キャスト
古田修司：市村正親
会社の部長で塩子の父親。真面目で正直者。物の順序等にこだわりが強い。それが故に妻子持ちの男と関係を持つ塩子をあの手この手で引き戻そうとするが、なかなかうまくいかない。また、自分自身も塩子のことがうまくいかない疲れから部下の女性と2回不倫してしまう。
古田かね子：黒木瞳
塩子の母親で専業主婦。見識のある。娘を心配するが、なかなか行動に出せずにいる。
古田塩子：石原さとみ
23歳OL。エリート社員の佐久間と付き合っていたが、その間に妻子持ちのイラストレーター、石沢のことが好きになる。その為佐久間との関係を絶ち、北青山に小さなマンションを借りて石沢と関係を続ける。父親に対して反抗的。料理屋、梅干しの店主と女将は「おとうちゃん」「おかあちゃん」と呼ぶほどよき相談相手。1度は別れるが、その後梅干しを訪れた石沢の言葉から考えを変える。しかしその後妊娠し、佐久間の母が開業する九十九里の産婦人科で中絶し、帰宅後石沢に別れを告げる。会社の主任が、もっとゴマをすったほうがうまくいく、と言ったことから「ごましお」と呼ばれている。
石沢清孝：小澤征悦
フリーのイラストレーター。38歳。妻と1人娘を持つが、夜は家に帰りながら塩子との関係を続ける。適当な性格。
佐久間晃一：中村俊介
エリート社員。塩子と半年付き合っていたが、塩子が石沢を好きになったことから塩子にふられる。がそれからも塩子に惚れ続け、修司に頼まれながら塩子を泥沼から引き出そうとする。優しい性格。大阪に転勤になり、5年後本社に戻る頃には課長になることが保証されている。
石沢環：鈴木砂羽
石沢の妻。
宮本睦子：芦名星
梅本庄治：大地康雄
梅本須江：銀粉蝶
青木ミナミ：中鉢明子
白石隼也、五月晴子、加藤満、阪田マサノブ、ホリベン ほか

### スタッフ
- 原作：向田邦子
- 脚本：長尾啓司
- 演出：朝原雄三
- 音楽：信田かずお
- プロデュース：瀧川治水、菅井敦、川島永次
- チーフプロデューサー：小川治
- プロダクション協力：松竹撮影所東京スタジオ、松竹映像センター
- 製作：テレビ東京、ホリプロ

### 放送局・放送時間
| 放送対象地域   | 放送局         | 系列           | 放送日・放送時間             | 備考       |
| -------------- | -------------- | -------------- | ---------------------------- | ---------- |
| 関東広域圏     | テレビ東京     | テレビ東京系列 | 2012年3月14日 21:00 - 23:08  | 制作局     |
| 北海道         | テレビ北海道   | テレビ東京系列 | 2012年3月14日 21:00 - 23:08  | 同時ネット |
| 愛知県         | テレビ愛知     | テレビ東京系列 | 2012年3月14日 21:00 - 23:08  | 同時ネット |
| 大阪府         | テレビ大阪     | テレビ東京系列 | 2012年3月14日 21:00 - 23:08  | 同時ネット |
| 岡山県・香川県 | テレビせとうち | テレビ東京系列 | 2012年3月14日 21:00 - 23:08  | 同時ネット |
| 福岡県         | TVQ九州放送    | テレビ東京系列 | 2012年3月14日 21:00 - 23:08  | 同時ネット |
| 滋賀県         | びわ湖放送     | 独立放送局     | 2012年3月14日 21:00 - 23:08  | 同時ネット |
| 奈良県         | 奈良テレビ     | 独立放送局     | 2012年3月14日 21:00 - 23:08  | 同時ネット |
| 和歌山県       | テレビ和歌山   | 独立放送局     | 2012年3月14日 21:00 - 23:08  | 同時ネット |
| 新潟県         | 新潟テレビ21   | テレビ朝日系列 | 2012年3月31日 14:00 - 16:10  |            |
| 福井県         | 福井テレビ     | フジテレビ系列 | 2012年5月12日 13:00 - 15:10  |            |
| 山形県         | 山形放送       | 日本テレビ系列 | 2013年6月8日 14:00 - 16:10   |            |
| 熊本県         | 熊本放送       | TBS系列        | 2013年10月19日 12:15 - 14:25 |            |

## 舞台版
2004年8月にル テアトル銀座、9月に名鉄ホールで上演された。脚本は飯島早苗、演出は鈴木ひがしが担当。

### キャスト
- 古田修司：加藤茶
- 古田かね子：沢田亜矢子
- 古田塩子：涼風真世
- 古田高：西村直人
- 石橋清孝：川崎麻世
- 石橋環：白木美貴子
- 梅本庄司：三角八郎
- 梅本須江：田中梨花
- 青木ミナミ：松岡由美
- 佐久間晃一：樋渡真司
- 宮本睦子：芦田由夏